# Chokri Mahassine
Chokri Mahassine (Casablanca, 16 maart 1960) is een Belgisch concert- en festivalorganisator en ex-politicus voor de sp.a. Sinds 1985 is hij organisator van het Hasseltse muziekfestival Pukkelpop.

## Levensloop
Het gezin Mahassine woonde tot 1965 in Casablanca, Marokko. Daarna trok zijn vader naar Limburg om te werken als gastarbeider en liet naderhand zijn gezin overkomen. Chokri Mahassine studeerde in 1983 af als leerkracht wetenschappen/aardrijkskunde in de normaalschool van Hasselt. Na zijn studies ging hij van 1983 tot 1985 werken voor de Socialistische Mutualiteiten, als verantwoordelijke voor de jeugdwerking in Limburg. Na twee jaar werkloosheid was hij tussen 1987 en 1988 als straathoekwerker betrokken bij projecten met kwetsbare jongeren en vervolgens werkte hij van 1988 tot 1999 als leraar aardrijkskunde in drie verschillende scholen.

### Pukkelpop
Mahassine was in 1981 medeoprichter van de jeugdbeweging Humanistische Jongeren Leopoldsburg. Vanuit Humanistische Jongeren Leopoldsburg was Mahassine ook medeoprichter van Pukkelpop. Sinds 1985 is hij organisator van dit muziekfestival voor jongeren in Hasselt. Daarnaast organiseerde hij van 2002 tot en met 2014 een festival voor senioren, Rimpelrock (in 2014 Summer Swing geheten).

### Politiek
Voor de SP (de partijnaam van sp.a voor 2001) was hij voor het eerst kandidaat bij de federale verkiezingen van mei 1995, als tweede opvolger in de kieskring Hasselt-Tongeren-Maaseik. Na het ontslag van Lisette Croes was hij tussen februari en juni 1999 lid van de Kamer van volksvertegenwoordigers ter opvolging van Lisette Croes. Bij de tweede rechtstreekse Vlaamse verkiezingen van 13 juni 1999 werd hij verkozen in de kieskring Hasselt-Tongeren-Maaseik. Tussen juli 1999 en mei 2001 werd hij door het Vlaams Parlement aangewezen als gemeenschapssenator in de Senaat. Ook na de volgende Vlaamse verkiezingen van 13 juni 2004 en van 7 juni 2009 bleef hij Vlaams volksvertegenwoordiger tot mei 2014. Sinds 6 oktober 2014 mag hij zich ere-Vlaams volksvertegenwoordiger noemen. Die eretitel werd hem toegekend door het bureau (dagelijks bestuur) van het Vlaams Parlement. Als Vlaams Parlementslid was hij voornamelijk actief in de commissie Cultuur, Jeugd, Sport en Media.
In 2001 werd hij ook gemeenteraadslid van Leopoldsburg. Hij nam in 2003 ontslag uit de gemeenteraad van Leopoldsburg omdat hij verhuisde naar Genk. In Genk nam hij in 2006 deel aan de lokale verkiezingen als lijsttrekker van PRO Genk, maar hij wist er de absolute meerderheid van CD&V niet te breken. Vervolgens verzaakte hij aan zijn mandaat als gemeenteraadslid van Genk. In juli 2007 ruilde Mahassine Genk weer in voor Leopoldsburg. Mahassine had naar eigen zeggen het gevoel dat zijn belangrijkste taak in Genk vervuld was. In Leopoldsburg werd hij opnieuw bestuurslid van de lokale sp.a-afdeling.
In februari 2014 kondigde hij zijn vertrek uit de politiek aan.